# Itodacne collaris
Itodacne collaris är en skalbaggsart som beskrevs av Sharp 1908. Itodacne collaris ingår i släktet Itodacne och familjen knäppare. Inga underarter finns listade i Catalogue of Life.